# Mike Millar
Michael „Mike“ Millar  (* 28. April 1965 in St. Catharines, Ontario) ist ein ehemaliger kanadischer Eishockeyspieler, der während seiner Karriere unter anderem in der National Hockey League, Deutschen Eishockey Liga und der Schweizer Nationalliga A aktiv war.

## Karriere
Mike Millar begann seine Spielerlaufbahn 1982 bei seinem Heimatverein, den Brantford Alexanders in der Ontario Hockey League, in der Nähe seines Heimatortes. Mit 70 Toren in zwei Spielzeiten konnte man bereits früh seine Qualitäten als Torjäger erahnen. Folgerichtig wurde er im NHL Entry Draft 1984 in der sechsten Runde an 110. Position von den Hartford Whalers ausgewählt.
Bis zu seinem ersten Einsatz in der National Hockey League sollten aber noch rund zwei Jahre vergehen. Zunächst wurde er innerhalb der OHL zu den Hamilton Steelhawks geschickt, bevor er sich 1985 für ein Jahr dem Team Canada anschloss. Auch hier wusste er mit 88 Punkten in nur 69 Spielen zu überzeugen. Schließlich holten ihn 1986 die Hartford Whalers, wo er in seinem ersten Spiel auch gleich sein erstes Tor schoss. Beim 6:2-Sieg über die Edmonton Oilers überwand er Andy Moog zum zwischenzeitlichen 2:0. Die meiste Zeit wurde er jedoch beim Farmteam Binghamton Whalers in der American Hockey League eingesetzt. Am 6. Juli 1988 wurde er zusammen mit seinem Kameraden Neil Sheehy zu den Washington Capitals transferiert. Hartford bekam dafür die Spieler Grant Jennings und Ed Kastelic von den Hauptstädtern. Doch auch hier verbrachte Millar die überwiegende Zeit beim Farmteam, den Baltimore Skipjacks in der AHL. Am 2. Oktober 1989 folgte der nächste Wechsel als Millar zu den Boston Bruins geschickt wurde und Alfie Turcotte im Gegenzug zu den Caps ging. Das Farmteam in diesem Jahr waren die Maine Mariners, für die er 60 von 75 Spielen der Saison bestritt. 1990 kam er dann noch für ein Jahr zu den Toronto Maple Leafs, für die er jedoch nur sieben Spiele machte. Den Hauptteil der Spielzeit verbrachte er bei den Newmarket Saints.
Seine erste Station in Europa war 1991 der ESV Kaufbeuren. Im Folgejahr machte er einen kleinen Ausflug in die Schweiz, zum EHC Chur. Im selben Jahr kam er auch noch zu drei weiteren Einsätzen im Team Canada. 1993 verpflichtete ihn schließlich der EC Kassel, der mit ihm 1994 zum Gründungsmitglied der Deutschen Eishockey Liga wurde. Nach Unstimmigkeiten während der Saison 1997/98 wechselte er kurzfristig zu den Frankfurt Lions, wo er sich jedoch nicht durchsetzen konnte. 1998 kam er schließlich zum GEC Nordhorn, die im Folgejahr jedoch Konkurs anmelden mussten. So wechselte er erneut, diesmal zu den Hamburg Crocodiles, mit denen er in der zweiten Saison in die Oberliga abstieg. Nach einem kurzen Gastspiel von sechs Einsätzen für den REV Bremerhaven in der Saison 2001/02 ging er schließlich zurück nach Kanada.
Sein längstes und wohl auch erfolgreichstes Engagement hatte Mike Millar in Kassel. Dort wurde er 1993 als Torjäger verpflichtet und machte in den Folgejahren diesem Ruf auch alle Ehre. 1994 wurde aus der 1. Bundesliga die Deutsche Eishockey Liga und aus dem EC Kassel die Kassel Huskies. Millar wurde schnell zum Publikumsliebling und landete bei den internen Wahlen zum „Spieler des Jahres“ regelmäßig auf dem Treppchen. Einer der härtesten Schlagschüsse der ganzen Liga brachte ihm auch den Spitznamen „Mörser-Mike“ ein.
Ausgerechnet in der sonst so erfolgreichen Vize-Meisterschaftssaison 1996/97 wurde er von einer Handverletzung ausgebremst. Am 22. Dezember brach er sich im Spiel gegen die Starbulls Rosenheim einen Daumen und musste einige Wochen pausieren. Es gelang ihm in der Folgezeit nicht, an seine alten Torerfolge anzuschließen. Hinzu kamen zu Beginn der Saison 1997/98 interne Unstimmigkeiten mit der Vereinsführung, als einige Spieler die Demontage des damaligen „Trainer des Jahres“ Gerhard Brunner vorantrieben. Nachdem dieser schließlich entlassen wurde und der Erfolg trotzdem ausblieb, wurden auch Millar und andere Spieler vom Spielbetrieb suspendiert. In einer „Nacht-und-Nebel-Aktion“ unterschrieb er daraufhin einen Vertrag bis zum Saisonende ausgerechnet beim Erzrivalen aus Südhessen, den Frankfurt Lions. Nach rund fünf Jahren und 231 Spielen im Dress mit der Nummer #13 der Huskies ging mit diesem Wechsel eine Ära im Kasseler Eishockey zu Ende. Bis zum heutigen Tage führt er die Vereinsstatistik bei den meisten Toren (94) in den Vorrundenspielen der DEL-Jahre sowie den Punkteschnitt (1,25) pro Spiel an.
Nach seiner Rückkehr aus Europa beendete er seine Karriere 2003 bei den Dundas Real McCoys, einer Seniorenmannschaft der Ontario Hockey Association.

## Erfolge und Auszeichnungen
- 1985 Spengler Cup All-Star-Team
- 1989 AHL Second All-Star Team
- 1992 Spengler-Cup-Gewinn mit dem Team Canada

## Karrierestatistik
(Legende zur Spielerstatistik: Sp oder GP = absolvierte Spiele; T oder G = erzielte Tore; V oder A = erzielte Assists; Pkt oder Pts = erzielte Scorerpunkte; SM oder PIM = erhaltene Strafminuten; +/− = Plus/Minus-Bilanz; PP = erzielte Überzahltore; SH = erzielte Unterzahltore; GW = erzielte Siegtore; 1 Play-downs/Relegation; Kursiv: Statistik nicht vollständig)